# Steve Susskind
Steve Susskind (* 3. Oktober 1942 in Springfield, Massachusetts; † 21. Januar 2005 in Sunland, Kalifornien) war ein US-amerikanischer Film- und Fernseh-Schauspieler.
Steve Susskinds schauspielerische Arbeit begann 1982. In Eine schrecklich nette Familie spielte er die Figur Barney. Susskind wirkte an 60 Film- und Fernsehproduktionen mit. Er starb 2005 bei einem Autounfall.

## Filmografie (Auswahl)
- 1982: Und wieder ist Freitag der 13. (Friday the 13th Part 3: 3D)
- 1987–1994: Eine schrecklich nette Familie (Married... with Children, Fernsehserie, 6 Folgen)
- 1989: Star Trek V: Am Rande des Universums (Star Trek V: Final Frontier)
- 1995: Roseanne (Fernsehserie, 1 Folge)
- 1996: Melrose Place (Fernsehserie, 1 Folge)
- 2000: Ein Königreich für ein Lama (The Emperor's New Groove, Stimme)
- 2001: Die Monster AG (Monsters, Inc, Stimme)
- 2003: Frasier (Fernsehserie, 1 Folge)